# Sachalin-Staudenknöterich

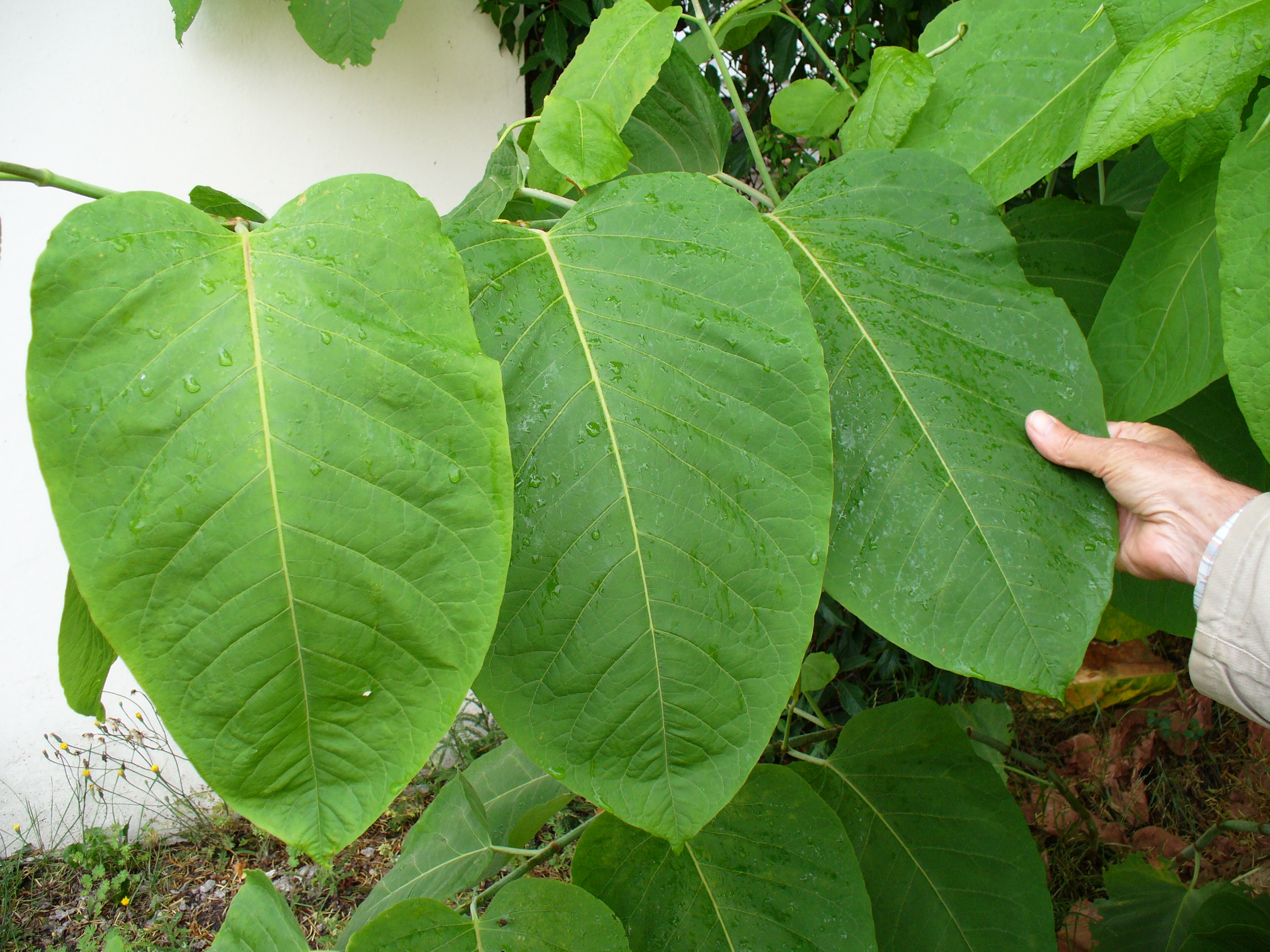
Laubblätter

Der Sachalin-Staudenknöterich (Reynoutria sachalinensis (F.Schmidt ex Maxim.) Nakai; Syn.: Fallopia sachalinensis (F.Schmidt ex Maxim.) Ronse Decr.), auch Russischer Staudenknöterich oder Sachalin-Knöterich genannt, ist eine Pflanzenart aus der Gattung der Staudenknöteriche (Reynoutria) oder ehemals Flügelknöteriche (Fallopia) in der Familie der Knöterichgewächse (Polygonaceae). Er ist in den kühl-gemäßigten Breiten bis subtropischen Gebieten eine problematische invasive Pflanze, allerdings weniger expansiv und derzeit in Mitteleuropa noch deutlich weniger verbreitet als die "Plagepflanze" Japanknöterich.

## Beschreibung

### Erscheinungsbild und Laubblatt
Der Sachalin-Staudenknöterich wächst als sommergrüne, aufrechte, ausdauernde, krautige Pflanze (Staude), die Wuchshöhen von 2 bis zu 4 Meter erreichen kann. Dieser Geophyt bildet unterirdisch kräftige Rhizome als Überdauerungsorgane, aus denen er dichte und oft ausgedehnte Bestände treibt. Aus Rhizom- und Sprossfragmenten können neue Kolonien entstehen. Es erfolgt also leicht vegetative Vermehrung und Bildung von Klonen. Die kräftigen Stängel sind grün und hohl. An den Knoten (Nodien) befinden sich seitlich der Blattstielbasen oft mehrere Grubennektarien.
Die wechselständig angeordneten und gestielten Laubblätter der Hauptstängel sind bis 43 cm lang und 17 cm breit; die Blätter der Seitenzweige sind viel kleiner. Die einfachen, weichen Blattspreiten sind eiförmig-länglich und laufen in eine Spitze aus, allerdings weniger ausgeprägt als beim Japanknöterich. Bei ausgewachsenen Laubblättern ist der Blattgrund tief herzförmig, bei jungen Laubblättern insbesondere von Bastarden teilweise auch fast schon gestutzt (wichtiges Unterscheidungsmerkmal zu anderen Staudenknöterichen). Die Blattflächen, besonders die Blattadern der Blattunterseite, besitzen etwa 1 mm lange, weiß-gräuliche Haare (Trichome).

### Blütenstand, Blüte und Frucht
Der Sachalin-Staudenknöterich ist zweihäusig getrenntgeschlechtig (diözisch). Die dichten Blütenstände sind bei den weiblichen Exemplaren kurz rispig, bogig überhängend und bei den männlichen aufrecht. Die weiblichen Blüten sind grünlich-weiß und die männlichen weiß. Die Früchte erscheinen dreiflügelig, aber bei den drei Flügeln handelt es sich um die haltbare Blütenhülle.

### Chromosomenzahl
Die Chromosomenzahl beträgt 2n = 44.

## Vorkommen
Der Sachalin-Staudenknöterich hat seine Heimat in Japan (mittlerer Teil von Honshu), Korea, dem Südteil der zu Russland gehörenden Insel Sachalin und auf der Inselkette der Kurilen. Er kommt aber ursprünglich auch in Kanada und in den Vereinigten Staaten vor. In Europa, im südlichen Afrika, in Australien und in Neuseeland ist er ein Neophyt. In Mitteleuropa ist die Art ein invasiver Neophyt, der 1863 erstmals nach Europa gebracht wurde und sich seit 1869 verwildert ausbreitet.
Die ökologischen Zeigerwerte nach Landolt et al. 2010 sind in der Schweiz: Feuchtezahl F = 3w+ (mäßig feucht aber stark wechselnd), Lichtzahl L = 3 (halbschattig), Reaktionszahl R = 4 (neutral bis basisch), Temperaturzahl T = 4+ (warm-kollin), Nährstoffzahl N = 4 (nährstoffreich), Kontinentalitätszahl K = 2 (subozeanisch).

### Invasive Pflanze
Der Sachalin-Staudenknöterich gehört zu den invasiven Pflanzen und bildet in europäischen Auwäldern und Hochstaudenfluren sehr dichte Bestände, die die Verjüngung der Gehölze und krautiger einheimischer Pflanzen unterbinden. Die Bekämpfung gilt als sehr aufwändig. Mehrmaliges Mähen ist nur dann erfolgreich, wenn das Mahdgut entfernt wird, da liegende Stängel sich wieder bewurzeln können. In der Schweiz wurde er in die Schwarze Liste der invasiven Neophyten aufgenommen und der Freisetzungsverordnung unterstellt.
Siehe dazu auch den Artikel: Japanischer Staudenknöterich, eine Pflanze derselben Gattung

## Nutzung

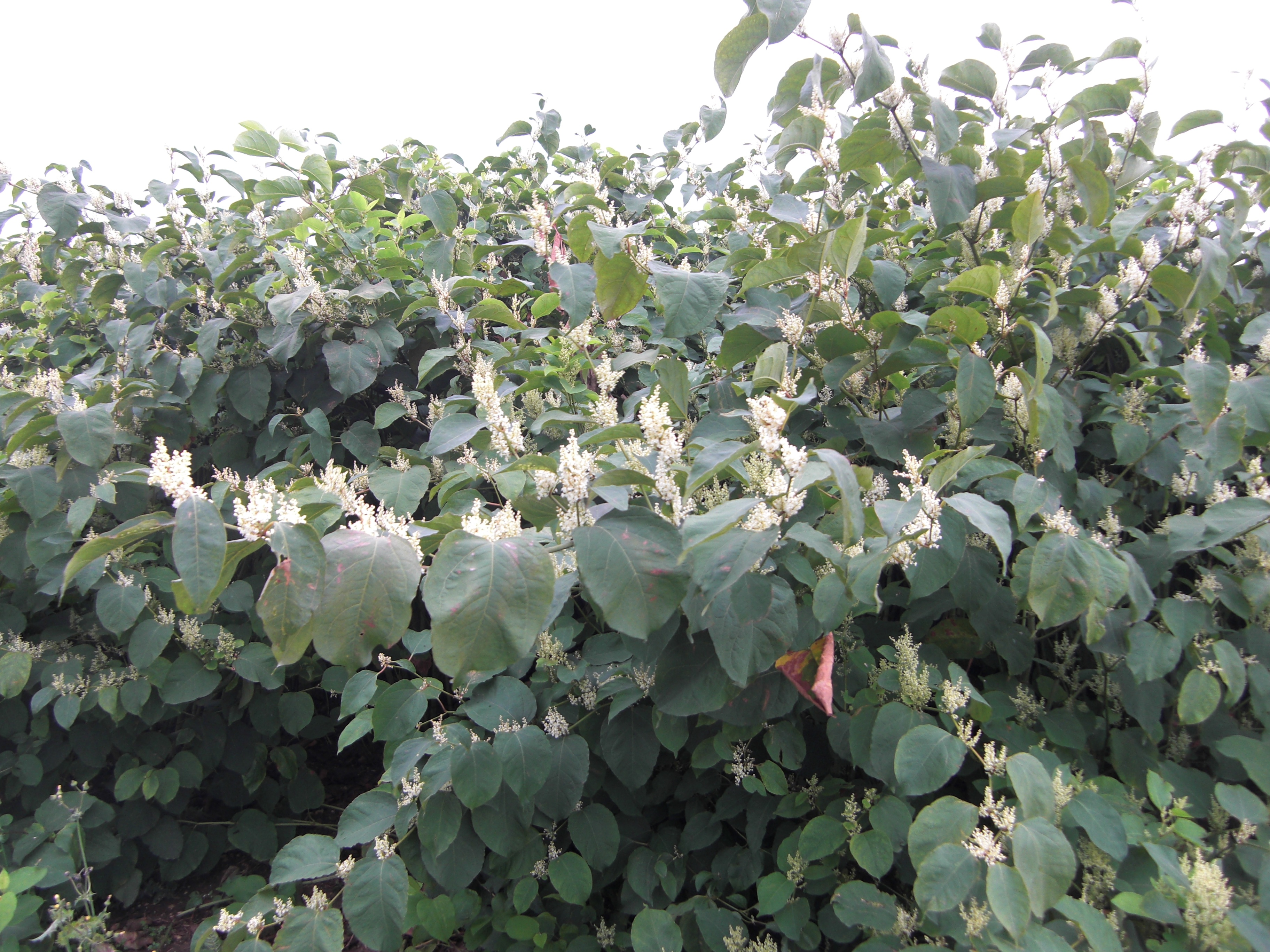
Reynoutria sachalinensis 'Igniscum'

Aus dem Sachalin-Staudenknöterich wurde ein biologisches Pflanzenstärkungsmittel gewonnen, das die Resistenz in Gewächshäusern gezogener Zierpflanzen gegen Pilzkrankheiten wie Echten Mehltau und Grauschimmelfäule erhöht. Dieses Produkt wird unter dem Namen „Milsana“ vertrieben.
Verwendet wird ein ethanolischer Extrakt der Blätter. Als eine der wirksamen Substanzen konnte das Anthrachinon Physcion identifiziert werden.
Der Anbau des Sachalin-Staudenknöterich außerhalb seines natürlichen Verbreitungsgebiets ist angesichts der negativen ökologischen Auswirkungen verwildernder Bestände problematisch, da Sachalin-Staudenknöterich bisher häufig unabsichtlich mit Erde, Baumaterial, Gartenabfällen usw. verbreitet wird.
Züchterisch bearbeiteter Sachalin-Staudenknöterich wurde unter der Sortenbezeichnung Igniscum bekannt. Aufgrund seines fast holzähnlichen Brennwertes galt er auch als Energiepflanze. Die Trockenmasse der allerdings sparrigen, hohlen hohen winterlichen Stängel kann zur Verbrennung dienen. Die Ernte ist allerdings aufwendig.

## Taxonomie
Die Erstbeschreibung dieser Art erfolgte 1859 unter dem Namen Polygonum sachalinense durch Friedrich Schmidt in Mémoires Presentes a l'Académie Impériale des Sciences de St.-Pétersbourg par Divers Savans et lus dans ses Assemblées, Band 9, S. 233–234. Die Stellung dieser Art innerhalb der Unterfamilie Polygonoideae wurde lange kontrovers diskutiert. Nach Tanja M. Schuster, Karen L. Wilson & Kathleen A. Kron: Phylogenetic relationships of Muehlenbeckia, Fallopia, and Reynoutria (Polygonaceae) investigated with chloroplast and nuclear sequence data, In: International Journal of Plant Sciences, Volume 172, Nr. 8, 2011, S. 1053–1066 (Reynoutria sachalinensis (F.Schmidt) Nakai auf S. 1063) ist heute Reynoutria sachalinensis (F.Schmidt) Nakai der anerkannte Name. Weitere Synonyme für Reynoutria sachalinensis (F.Schmidt) Nakai sind Fallopia sachalinensis (F.Schmidt) Ronse Decr. und Tiniaria sachalinensis (F.Schmidt) Janch.

## Der Sachalin-Staudenknöterich im Wandel der Jahreszeiten

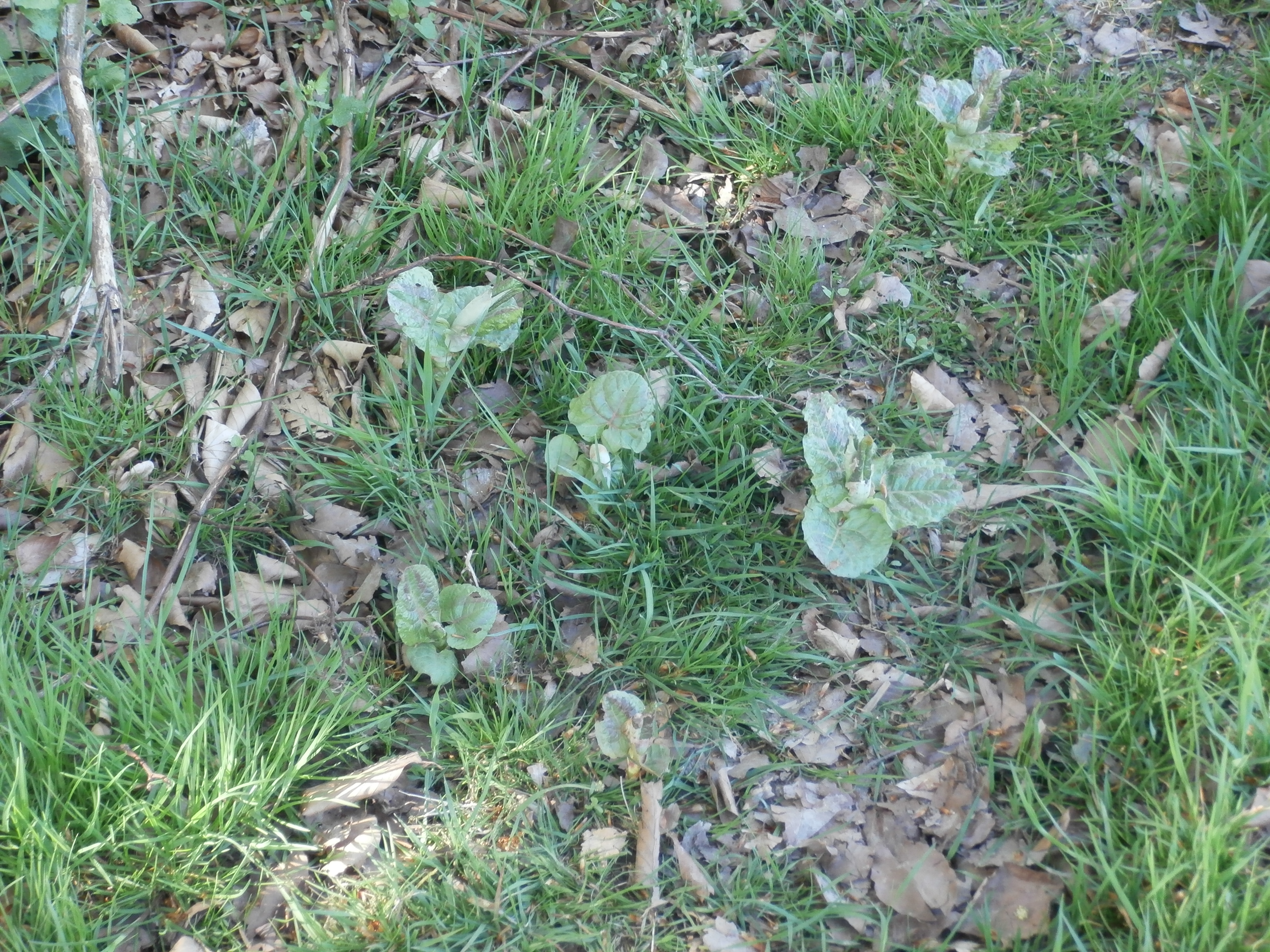
Sachalin-Staudenknöterich am 9. Mai 2016 Rureifel 550 m
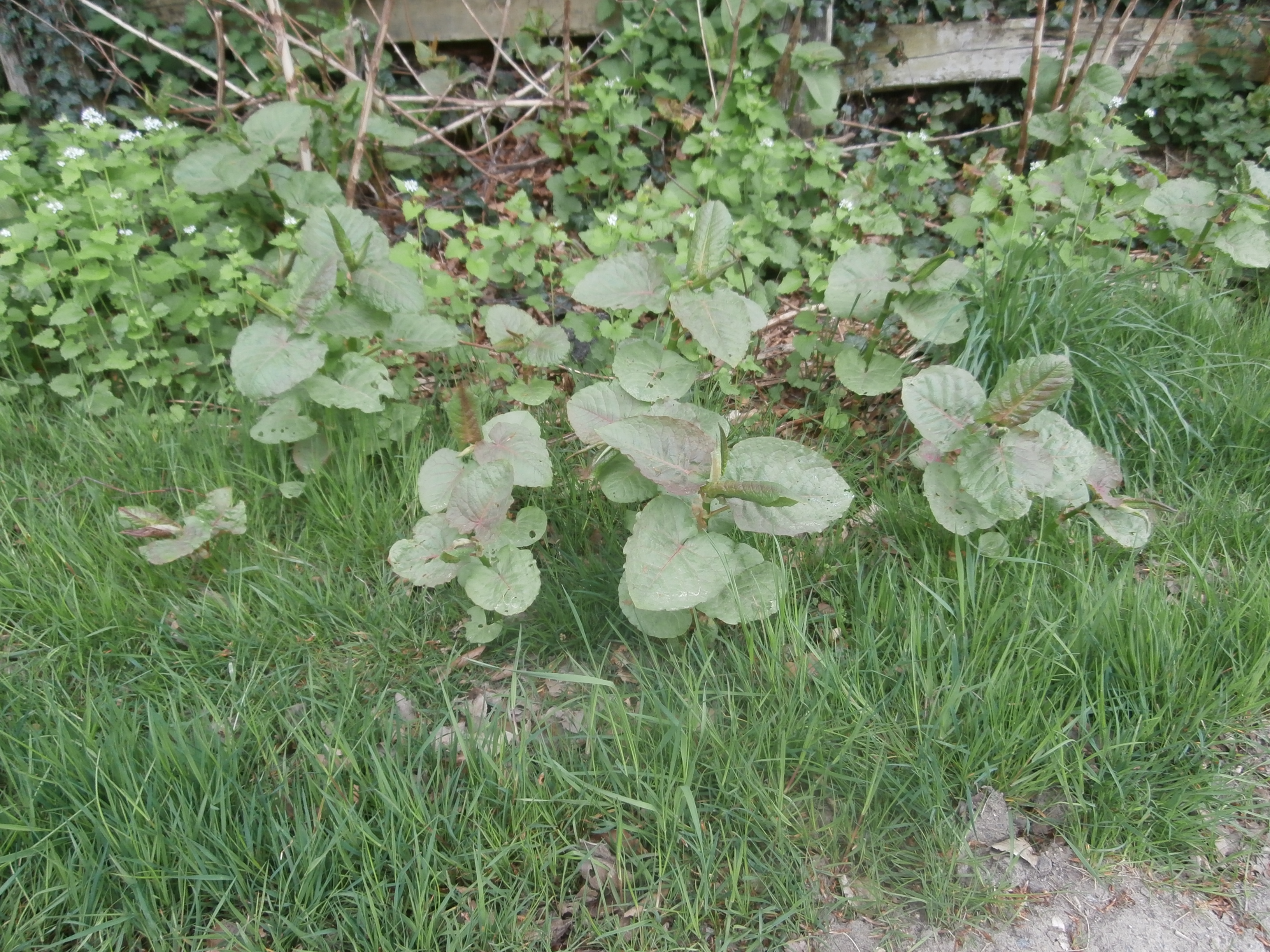
Sachalin-Staudenknöterich am 18. Mai 2016
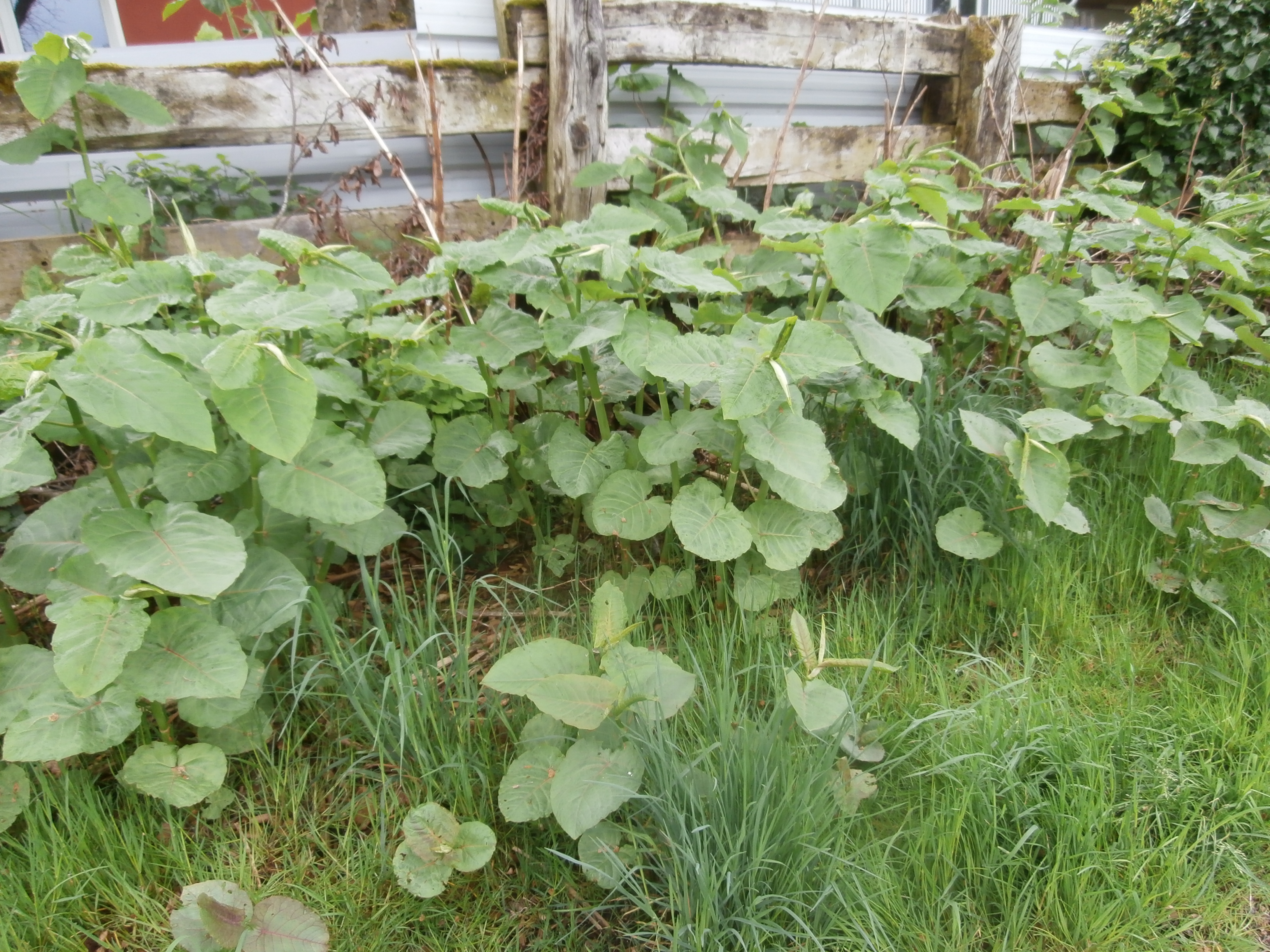
Sachalin-Staudenknöterich am 25. Mai 2016
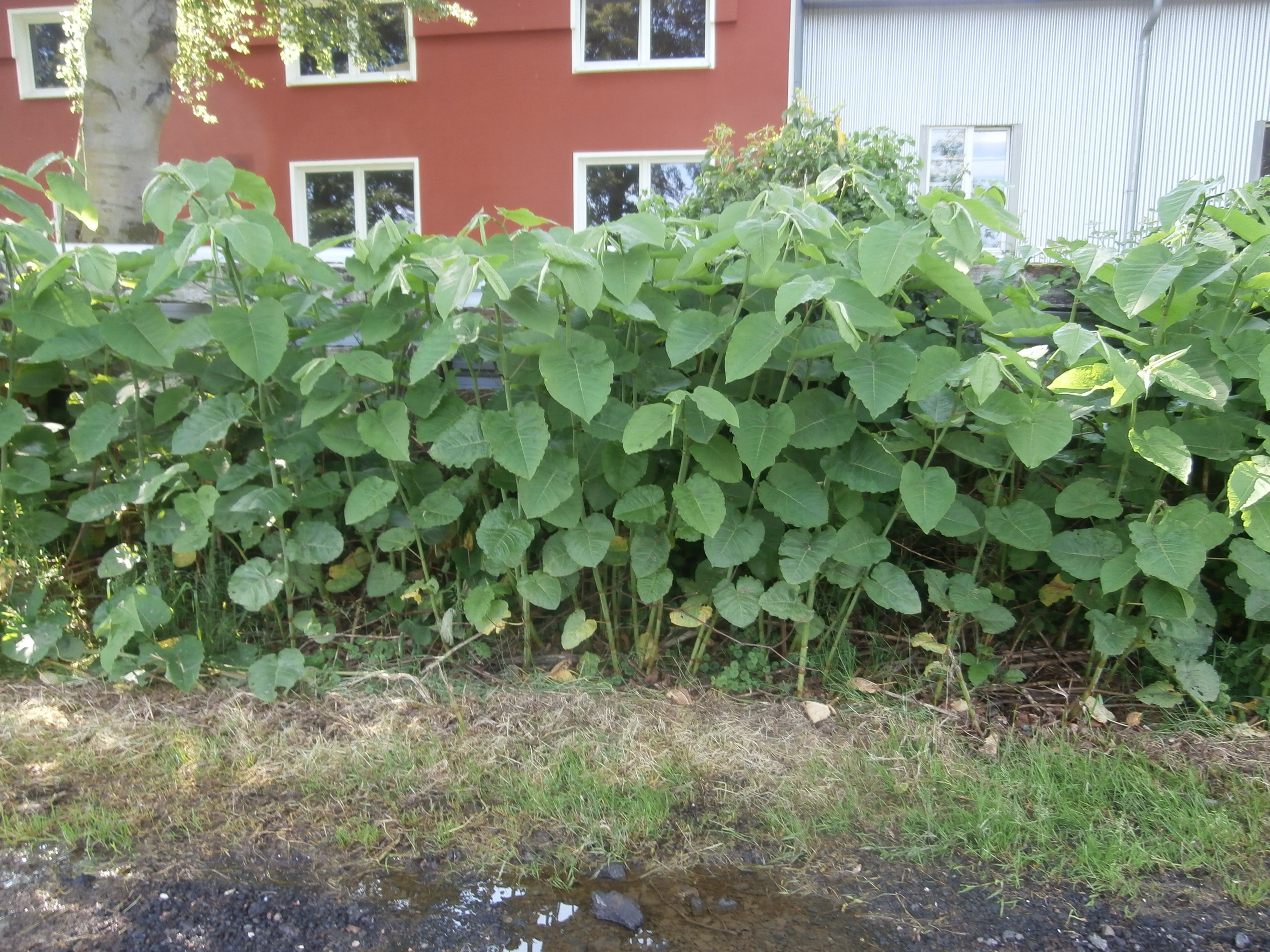
Sachalin-Staudenknöterich am 7. Juni 2016
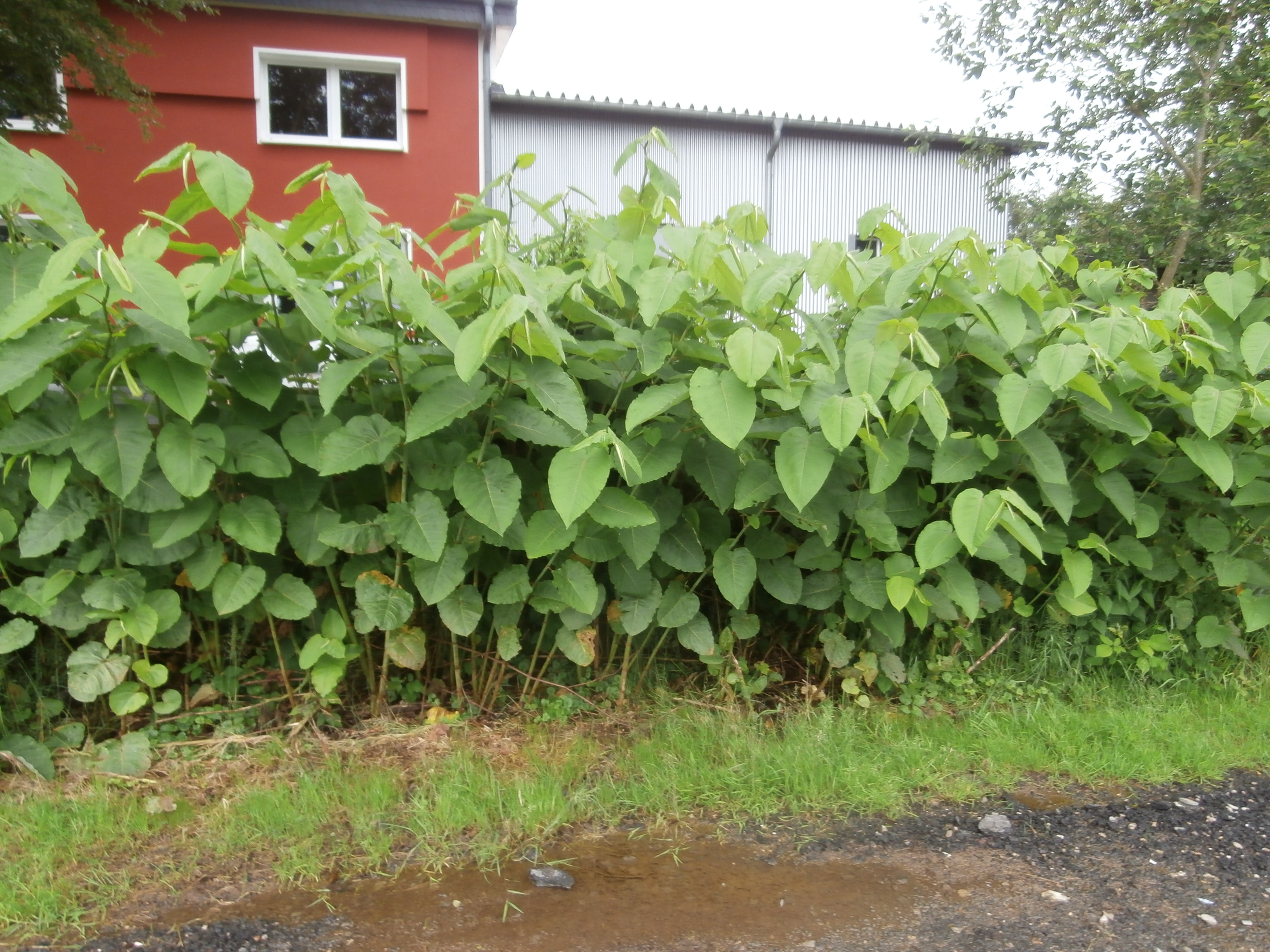
Sachalin-Staudenknöterich am 18. Juni 2016
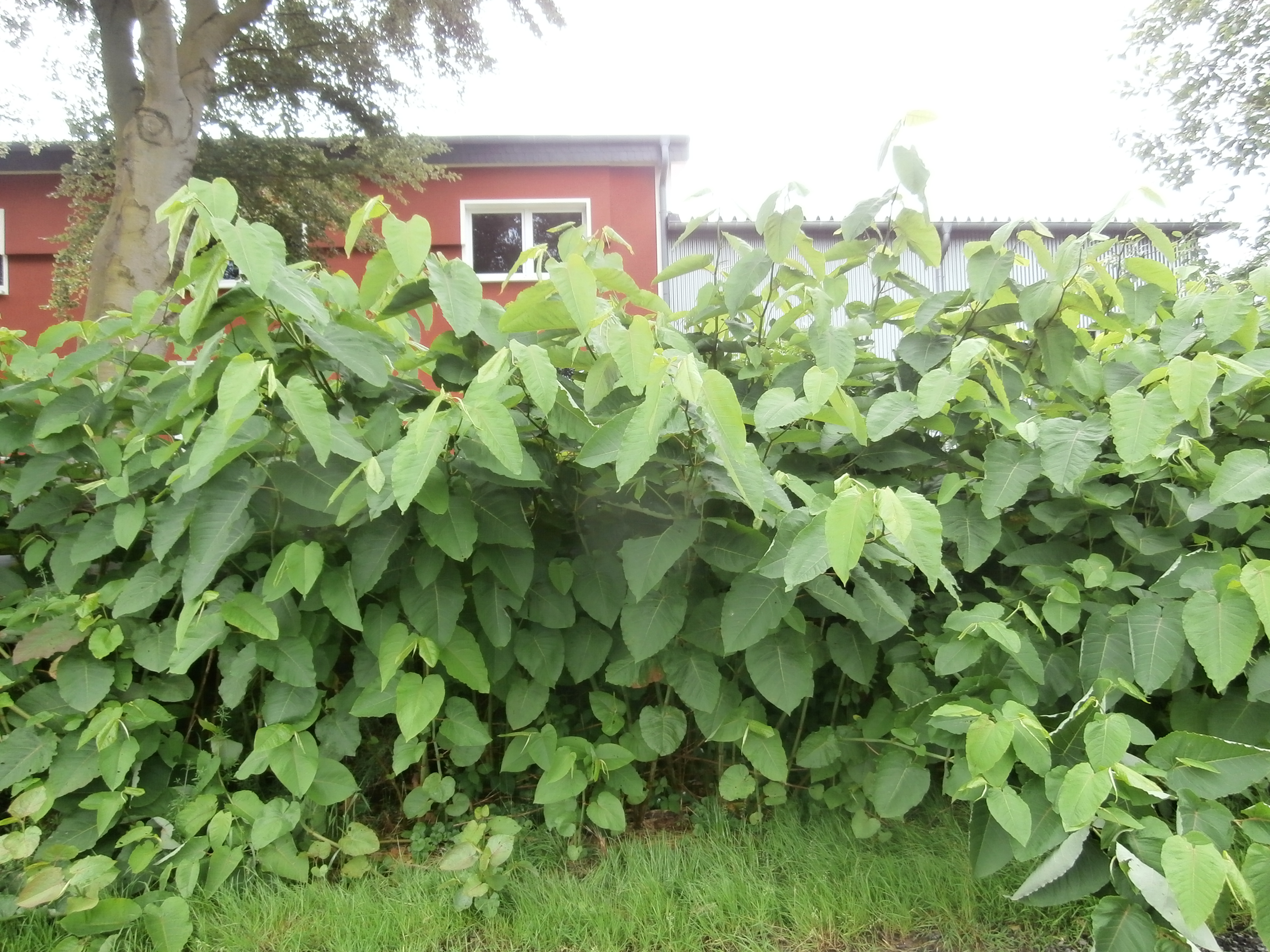
Sachalin-Staudenknöterich am 3. Juli 2016
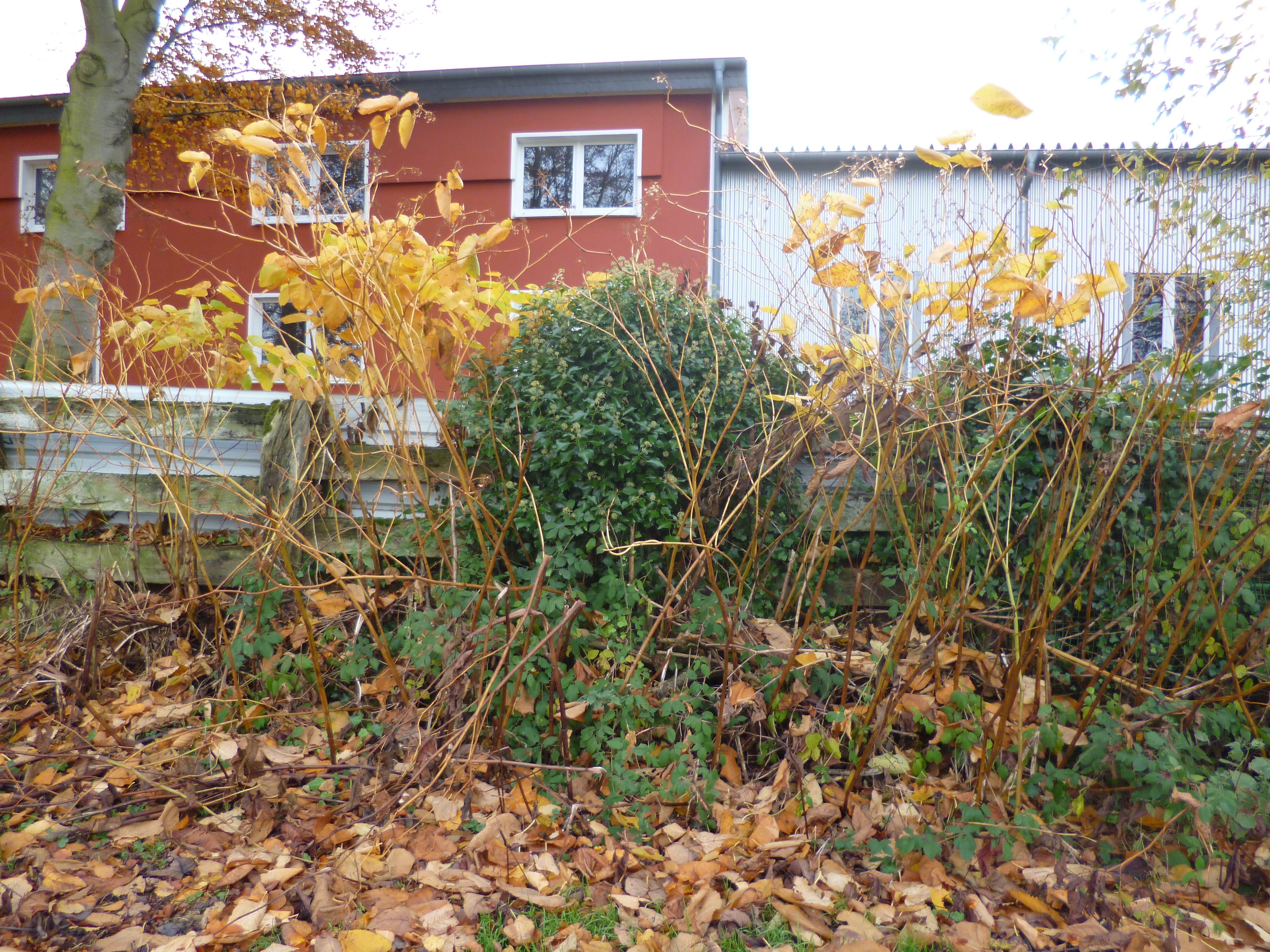
Sachalin-Staudenknöte-rich, am 6. November 2016, oberirdisch abgestorben